# Naoki Tajima
Naoki Tajima (ur. 21 września 2000 w Kumamoto) – japoński tenisista, zwycięzca juniorskiego French Open w grze podwójnej.

## Kariera tenisowa
W karierze wygrał trzy deblowe turnieje rangi ITF.
W 2018 roku, startując w parze z Ondřejem Štylerem wygrał juniorski French Open w grze podwójnej. Wówczas w finale czesko-japońska para przegrała z deblem Ray Ho-Tseng Chun-hsin.
W tym samym sezonie podczas igrzysk olimpijskich młodzieży zdobył złoty medal w grze mieszanej. Startując razem z Yuki Naito pokonał w finale Maríę Camilę Osorio Serrano oraz Nicolása Mejíę 6:2, 6:3.
Najwyżej sklasyfikowany w rankingu gry pojedynczej był na 603. miejscu (20 stycznia 2020), a w klasyfikacji gry podwójnej na 532. pozycji (1 listopada 2021).

### Finały juniorskich turniejów wielkoszlemowych w grze podwójnej (1–0)
| Końcowy wynik | Nr | Data            | Turniej            | Nawierzchnia | Partner       | Przeciwnicy            | Wynik finału |
| ------------- | -- | --------------- | ------------------ | ------------ | ------------- | ---------------------- | ------------ |
| Zwycięzca     | 1. | 10 czerwca 2018 | French Open, Paryż | Ceglana      | Ondřej Štyler | Ray Ho Tseng Chun-hsin | 6:4, 6:4     |